# Dorp bij Zomeravond
Dorp bij Zomeravond. De tien vroegste gedichten (1907) is een bundeling van de eerste tien bekende gedichten van Willem Eduard Keuning (die later bekend zou worden als dichter onder het pseudoniem Willem de Mérode) die verscheen op 22 mei 2014 ter gelegenheid van het feit dat Keuning 75 jaar eerder was overleden.

## Geschiedenis
In 2011 kreeg de biograaf van Willem de Mérode en de samensteller van diens Verzamelde gedichten (1987), Hans Werkman, het archief in huis van de dochter van Keunings broer Piet Keuning. Dit archief inventariseerde Werkman alvorens het werd overgedragen aan het Historisch Documentatiecentrum voor het Nederlands Protestantisme (1800-heden). Daarin ontdekte hij, hoewel hij het archief al eerder had geraadpleegd, tien gedichten die hij nog niet kende. Het waren gedichten toen Keuning nog een 19-jarige schoolmeester was en nog niet onder invloed stond van dichters als P.C. Boutens (aan welk ongepubliceerde gedicht 'Aan Boutens' Werkman trouwens in de inleiding refereert) of Geerten Gossaert. Keuning was juist per 1 mei 1907 benoemd tot onderwijzer in Uithuizermeeden; het eerste gedicht dateert van 1 juli van dat jaar en geeft de titel aan de bundel. Die eerste juli was mogelijk de eerste dag van de schoolvakantie. Het laatste gedicht dateert van 10 augustus 1907. Dat jaar 1907 was overigens ook het jaar dat hij gedichten naar de redactie studeerde van Groot Nederland (dat toen onder redactie stond van onder anderen Louis Couperus) maar die weigerde deze voor publicatie. Hij zou pas later debuteren. Dit blijken de eerstbekende gedichten van De Mérode, die dus ook niet zijn opgenomen in diens Verzamelde gedichten.

## Uitgave
De uitgave werd op 22 mei 2014 uitgegeven door EON te Amstelveen, in een opmaak van Hans Seijlhouwer, archivaris bij genoemd documentatiecentrum. Werkman verzorgde de inleiding. Het verscheen in een oplage van 150 exemplaren, geniet en voorzien van een los rood, in wit bedrukt omslag. Van de oplage werden er 25 met de hand genummerd.